# Aleksandra Klepaczka
Aleksandra Klepaczka (ur. 2000 w Bukowcu) – polska uczestniczka konkursów piękności, Miss Polski (2022).
Pochodzi z Bukowca w województwie łódzkim. Ukończyła Państwową Szkołę Muzyczną I stopnia im. Aleksandra Tansmana w Łodzi. Jej pierwszym osiągnięciem w konkursach piękności było zostanie III Wicemiss Ziemi Łódzkiej 2019. 17 lipca 2022 została Miss Polski 2022 pokonując w finale 23 rywalki. W momencie zostania Miss Polski była studentką inżynier zarządzania na Politechnice Łódzkiej, a także pracowała w firmie IT jako rekruterka.
W styczniu 2023 reprezentowała Polskę w konkursie Miss Universe 2022 ostatecznie nie awansując do finałowej szesnastki. W lipcu tego samego roku uczestniczyła w konkursie Miss Supranational 2023, awansując do czołowej dwudziestki czwórki kandydatek.